# Andrei Chikatilo
Andrei Romanovich Chikatilo (em russo: Андре́й Рома́нович Чикати́ло) (Yabluchne, RSS da Ucrânia, 16 de outubro de 1936 – Rostov do Don, Rússia, 14 de fevereiro de 1994) foi um assassino em série soviético, de origem ucraniana, conhecido como Açougueiro de Rostov, O Estripador Vermelho e O Estripador de Rostov. Se tornou notório por confessar o assassinato de 53 pessoas entre 1978 e 1990.

## Biografia

### Infância
Andrei Chikatilo foi o primeiro serial killer conhecido da Rússia no século XX. Na infância, Chikatilo e seus irmãos eram atormentados pela história do seqüestro e assassinato de seu irmão mais velho, Stepan, que teria sido canibalizado na Ucrânia na década de 1930. Apesar da demência de sua mãe ao contar a história, nunca foi encontrado nada que comprovasse a existência de algum Stepan Chikatilo, nem registros de seu nascimento ou de sua morte.

### Adolescência
Apesar de seu casamento, na década de 1960 o qual nasceram seus dois filhos indesejados com problemas de saúde, Chikatilo sempre acreditou que havia sido cegado quando nasceu.
Formado, Andrei começou a trabalhar em uma escola para rapazes, situada em Rostov do Don, onde tornou-se alvo das brincadeiras dos alunos, que inicialmente o chamavam de "ganso" devido a seu pescoço comprido e estranha postura, mas depois passaram a chamá-lo de "maricas", uma vez que passou a molestar estudantes no dormitório. Apesar de sua idade e tamanho, Chikatilo sentia-se intimidado pelos alunos, por isso passou a levar sempre consigo uma faca.
Sua verdadeira face foi descoberta quando seus crimes vieram à tona: durante anos Andrei Chikatilo matou e canibalizou dezenas de vítimas, em sua maioria crianças, que ele encontrava em estações de ônibus ou trens. Detido certa vez para averiguações, foi libertado logo depois, quando ficou comprovada a incompatibilidade entre seu sangue e o sêmen encontrado nas vítimas. Algo raro, mas possível de ocorrer. Isso só fez com que Chikatilo passasse a agir com mais despreocupação. Sua prisão só foi possível graças a determinação de dois investigadores, envolvidos com sua primeira detenção, que lembraram de seu nome depois que foi visto saindo de um bosque próximo a uma estação de trens, algo compatível com os locais onde as vítimas eram escolhidas e depois abandonadas.
Em seu julgamento, Chikatilo definiu-se como um "'aborto da natureza", "uma besta louca", ao qual "só restava a condenação à pena de morte, o que seria até pouco para ele", nas palavras do próprio. Seu desejo foi atendido, com sua execução ocorrendo na prisão, em 14 de fevereiro de 1994, pelo pelotão de fuzilamento. Mas, antes disso, Chikatilo ainda pôde chocar toda a sociedade russa, com as descrições sangrentas de seus crimes e de como fervia e arrancava testículos e mamilos de suas vítimas.

## Na cultura popular
O filme "Evilenko", de 2004, dirigido por David Grieco, estrelando Malcolm McDowell no papel do assassino, é baseado na história de Andrei Romanovic Chikatilo. A música Psychopathy Red, do álbum World Painted Blood da banda norte-americana Slayer, também foi inspirada na vida do assassino tal como C.A.C (Citizen Andrei Chikatilo) pela banda belga Bloodshot.
O livro Criança 44, de Tom Rob Smith, também utiliza a história de Chikatilo como parte da trama (de fato, apenas algumas características dos homicídios e o primeiro nome do assassino coincidem, tendo Chikatilo servido apenas como referência ao personagem). No livro, "Andrei Sídorov" começa a matar crianças a fim de conseguir chamar a atenção de seu irmão, Pável, sequestrado duas décadas antes, utilizando sinais que os faziam recordar a infância.
O filme "A Execução", de 2021, dirigido por Lado Kvataniya, é levemente inspirado na história de Andrei Romanovic Chikatilo. No filme, o inspetor Issa Davydov investiga Andrey Stepanovich Valitá, acusado da morte de dezenas de mulheres. Np período de 1981 a 1991, o inspetor é ludibriado pelo assassino em série.